# Дегенхард Адолф фон Волф-Метерних-Грахт
Дегенхард Адолф фон Волф-Метерних-Грахт (на немски: Degenhard Adolph von Wolff-Metternich
zur Gracht; * 14 декември 1616 в Щраувайлер в Северен Рейн-Вестфалия; † 22 януари 1668) е фрайхер от род Волф-Метерних, господар на имението Грахт, амтман на Лехених, обрист-щалмайстер на Курфюрство Кьолн.
Той е най-големият син (от 16 деца) на тайния съветник, дипломат и дворцов маршал фрайхер (от 1637 г.) Йозеф Йохан Адолф фон Волф-Метерних (1592 – 1669) и съпругата му Мария Анна Катрина фон Хал цу Щраувайлер (1599 – 1663). Баща му е доверено лице на херцог Волфганг Вилхелм фон Пфалц-Нойбург, на архиепископа на Кьолн Фердинанд Баварски, също на баварските курфюрсти Максимилиан I и Фердинанд Мария. Брат му Херман Вернер (1625 – 1704) е княжески епископ на Падерборн (1683 – 1704).
Фамилията „Волф-Метерних-Грахт“ е клон на род „Волф-Метерних“, линия на род „Волф фон Гуденберг“. През 1627 г. родът е издигнат на фрайхер и 1731 г. на граф и има имоти в Рейн-Прусия, Вестфален, Брауншвайг, Хановер, Насау и Баден.
Най-големият син Дегенхард Адолф получава от баща си фамилния замък Грахт и управлява фамилните финанси. След смъртта му през 1668 г. тази задача получава брат му Хиронимус (1623 – 1680), домхер във Вормс, рицар на Малтийския орден, амтман на Лехених.
Внук му Франц Йозеф фон Волф-Метерних-Грахт, наричан Елмпт фон Бургау (1710 – 1741) става граф.

## Фамилия
Дегенхард Адолф фон Волф-Метерних-Грахт се жени на 16 август 1648 г. за Филипина Агнес фон Ройшенберг цу Зетерих († 27 октомври 1663), дъщеря на Едмунд фон Ройшенберг цу Зетерих (1593 – 1625) и Анна Мария фон Вермингхаузен, наследничка на Клузенщайн. Те имат девет деца, между тях:
- Мария Анна Катарина (* 1649; † 9 февруари 1722, Дюселдорф), омъжена на 29 октомври 1718 г. в	Бургау за граф Йохан Фридрих Вилхелм Бернхард Зигизмунд фон Шаезберг (* ок. 1663/1664; † 18 август 1723, Дюселдорф)
- Дегенхард Йохан Адолф (* 3 декември 1651; † 11 юни 1722), фрайхер, господар на Грахт, Лангенау, Фоорст, Щраувайлер, женен I. на 11 юни 1679 г. за Анна Мария Магдалена фон Фюрстенберг (* 22 март 1660; † 19 декември 1692), дъщеря на дипломата фрайхер Фридрих фон Фюрстенберг (1618 – 1662) и фрайин Мария Елизабет фон Брайдбах цу Бюресхайм (1623 – 1679); II. на 16 август 1695 г. за Елеонора Мария Анна Трухзес фон Ветцаузен (* 29 октомври 1679; † 29 юни 1755), дъщеря на фрайхер Волф Дитрих Трухзес фон Ветцаузен (1625 – 1699) и Ева Розина фон Шьонборн (1650 – 1715), и има с нея син (граф) и дъщеря
- София Елиза Франциска (* 19 януари 1657), омъжена на 29 юни 1683 г. за Каспар Енгелберт фон Шорлемер
- Леополд Хиронимус Едмунд (* 11 декември 1661; † 1719), женен 1692 г. за фрайин Анна Антония Хелена фон дер Хорст (1673 – 1746), имат син
- Франц Арнолд (* 9 май 1658 в дворец Грахт; † 25 декември 1718 г. в дворец Ахаус), княжески епископ на Падерборн (1704 – 1718) и Мюнстер (1706 – 1718).

Дегенхард Адолф фон Волф-Метерних-Грахт се жени втори път на 23 октомври 1664 г. за фрайин Маргарет Александрина фон Хоенсброех († 6 декември 1677). Те имат децата:
- Вилхелм Херман Игнац (* 28 юли 1665; † 28 октомври 1722 в Кьолн), домпропст и 1720 г. вай-епископ на епископство Мюнстер
- Мария Терезия Гудула (* 28 май 1667), омъжена на 8 май 1683 г. в Падерборн за фрахер Йохан Адолф фон Плетенберг цу Леххаузен (* 18 януари 1655; † 21 септември 1695)